# ПБА № 97 (плавучая артиллерийская батарея)
ПБА № 97 — тип несамоходных речных плавучих артиллерийских батарей речных сил Рабоче-Крестьянского ВМФ Союза ССР, в количестве 4-х единиц действовавших в ходе Великой Отечественной войны на Волге в 1942—1943 гг. Батареи предназначались для подавления наиболее мощной артиллерии противника и для разрушения его удаленных от берега целей.
ПБА № 97 (до 30 июня 1942 года — баржа № 97) и ПБА № 98 (до 30 июня 1942 года — баржа № 98) — бывшие несамоходные грузовые баржи Верхне-Волжского речного пароходства Народного комиссариата речного флота Союза ССР. Весной 1942 года мобилизованы, переоборудованы в плавучие артиллерийские батареи и включены в состав Онежского отряда кораблей Краснознаменного Балтийского Флота. В конце июня 1942 года ПБА № 97 и 98 были направлены вверх по Волге на Онежское озеро, но дошли только до Ярославля, после чего их вернули под Сталинград. 17 июля 1942 года обе плавучие батареи были официально переданы в состав Волжской военной флотили. Принимали участие в Сталинградской битве — контрбатарейное и противовоздушное обеспечение воинских и народнохозяйственных перевозок по Волге, а также огневая поддержка оборонявших Сталинград войск РККА. 9 февраля 1943 года разоружены и 20 февраля 1943 года переформированы в плавсредства.
ПБА № 99 (до 18 августа 1942 года — баржа № 99) и ПБА № 100 (до 18 августа 1942 года — баржа № 100) — бывшие несамоходные грузовые баржи Нижне-Волжского речного пароходства Народного комиссариата речного флота Союза ССР. Весной 1942 года (баржа № 99) и летом 1942 года (баржа № 100) мобилизованы, переоборудованы в плавучие артиллерийские батареи и 18 августа 1942 года включены в состав Волжской военной флотили. Принимали участие в Сталинградской битве, выполняя те же задачи, что и ПБА № 97 и ПБА № 98. 9 февраля 1943 года разоружены и 20 февраля 1943 года переформированы в плавсредства.
Вооружение:
- 2 152,4-мм гаубицы-пушки МЛ-20
- 2 120-мм  миномёта
- 4 12,7-мм зенитных пулемёта ДШК